# Wilhelm Brahms
Wilhelm Brahms (* 14. August 1880 in Sande; † 13. Dezember 1966 in Bremen) war ein deutscher Admiralarzt der Kriegsmarine.

## Leben
Wilhelm Brahms trat am 1. April 1899 in die Kaiserliche Marine ein. Am 22. März 1910 wurde er zum Marine-Stabsarzt befördert. Bis Juli 1916 war er Detachement-Führer auf dem Hilfslazarettschiffe Portia. Anschließend war er bis Juli 1917 als Oberarzt bei der II. Torpedo-Division. Als Schiffsarzt kam er bis Kriegsende auf die Moltke. Am 16. November 1917 wurde er hier zum Marine-Oberstabsarzt.
In die Reichsmarine übernommen, wurde er am 1. April 1927 Marine-Generaloberarzt und am 1. Januar 1928 Marine-Generalarzt. Am 30. Januar 1930 wurde er mit dem Charakter als Marine-Generalstabsarzt aus der Marine verabschiedet.
Im September 1939 wurde er mit dem Charakter als Admiralarzt z. V. Mit RDA vom 1. Februar 1941 wurde er Admiralarzt z. V.
Von der Einrichtung im September 1939 bis zur Auflösung im Mai 1941 war er Chefarzt des Marinelazaretts Bremen. Anschließend kam er an das neu eingerichtete Marinelazarett Bedburg-Hau und Brahms wurde hier auch Chefarzt. Im gleichen Jahr war er zum Admiralarzt befördert worden. Im Februar 1944 übernahm der Admiralarzt Kurt Dütschke das Marinelazarett Bedburg-Hau. Brahms wurde am 31. März 1944 aus der Marine verabschiedet.